# كيفن جونز (لاعب كرة قدم أمريكية)
كيفن جونز (بالإنجليزية: Kevin Johns)‏ هو لاعب كرة قدم أمريكية أمريكي، ولد في 4 ديسمبر 1975 في بيكوا في الولايات المتحدة.